# Márcio de Souza Mello

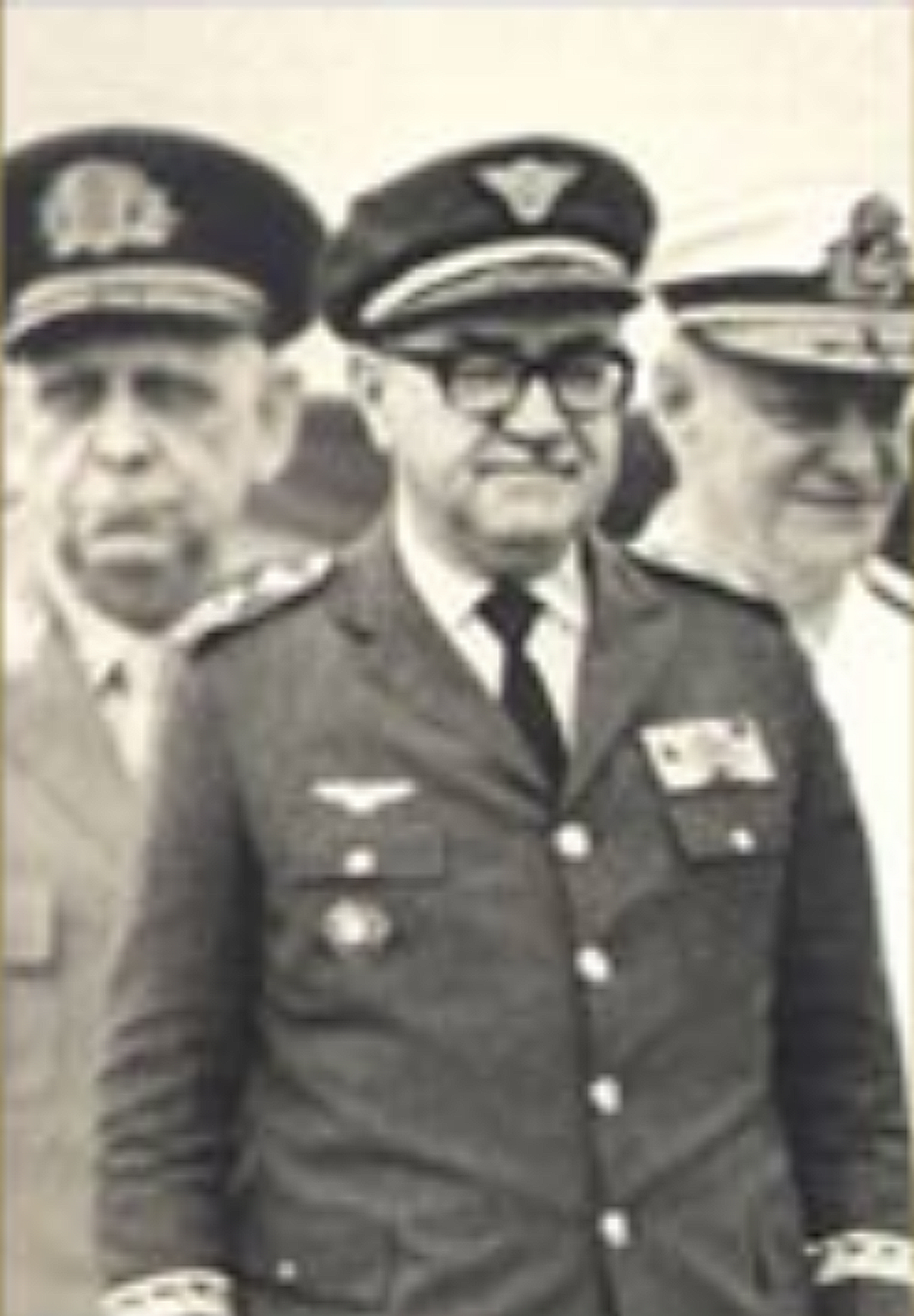
Aurélio Lira, Márcio de Souza Mello und Augusto Rademaker (von links nach rechts)

Márcio de Souza Mello (* 26. Mai 1906 in Florianópolis; † 31. Januar 1991 in Rio de Janeiro) war ein General der brasilianischen Luftstreitkräfte. Er gehörte zusammen mit Augusto Rademaker und Aurélio Lira der Militärjunta (Brasilianische Militärjunta von 1969, auch Provisorische Regierungsjunta von 1969) an, die Brasilien von August bis Oktober 1969 regierte.

## Leben
Márcio de Souza Mello besuchte von 1925 bis 1928 die Militärschule in Realengo und wurde Offizier. Ab 1930 war er Teil der Luftwaffe, die nach der Revolution im gleichen Jahr gebildet wurde. Ab 1941 arbeitete Souza für das neue Luftfahrtministerium Brasiliens und war in dessen Auftrag an der Organisation der Verstaatlichung des deutschen Unternehmens Condor 1942 beteiligt. Gegen Ende des Zweiten Weltkriegs diente er als Aufklärungspilot im Südatlantik und besuchte Militärkurse in den Vereinigten Staaten.

Márcio de Souza Mello als Luftfahrtminister (1970)

Von 1948 bis 1951 war er Luftfahrtattaché an den brasilianischen Botschaften in den Nachbarländern Argentinien und Uruguay. Nach seiner Rückkehr wurde er 1954 Stabschef des Luftfahrtministers Eduardo Gomes, der ihn bereits in den 1930er-Jahren gefördert hatte. Nach verschiedenen Stationen als Kommandant wurde Márcio de Souza Mello Ende 1964 selbst Luftfahrtminister Brasiliens, trat jedoch wegen Meinungsverschiedenheiten mit Präsident Humberto Castelo Branco nur drei Wochen später wieder zurück. 1966 wurde er Generalinspektor der brasilianischen Luftwaffe, im Folgejahr erneut Luftfahrtminister im Kabinett Costa e Silva. Ab August 1969 war er für zwei Monate Teil der Militärjunta, die nach der Erkrankung von Präsident Artur da Costa e Silva provisorisch regierte. In diese Zeit fiel auch die Entführung des amerikanischen Botschafters Charles Burke Elbrick, die eine Verschärfung der Sicherheitsgesetze durch die Junta zur Folge hatte. Mit der Vereidigung von Emílio Garrastazu Médici am 30. Oktober 1969 wurde Souza wieder Luftfahrtminister, was er bis November 1971 blieb.
Nach diesem Rücktritt zog sich Márcio de Souza Mello aus der Politik zurück und starb 1991 im Alter von 84 Jahren. Er war 1968 mit dem Großkreuz des Ritterordens von Avis ausgezeichnet.